# 冷湖油砂田
冷湖油砂田（英語：Cold Lake oil sands），是位于加拿大艾伯塔省冷湖附近的一个大型油砂矿床。冷湖位于阿尔伯塔省首府埃德蒙顿以东，靠近阿尔伯塔省与萨斯喀彻温省的边界，冷湖油砂田的一小部分位于萨斯喀彻温省。
1980年，冷湖工厂是艾伯塔省仅有的两家在建油砂工厂之一。尽管没有像最初设想的那样快速和广泛地开发，冷湖的帝国石油工厂成为1980年代艾伯塔省最大的就地油砂项目。到1991年，其石油日产量达到9万桶。
冷湖矿床中的一些油砂密度足够低，可以通过钻探而不是采矿来提取。